# Skywings Flight Training
Skywings Flight Training is een Belgische luchtvaartschool, gevestigd op de Internationale Luchthaven Van Antwerpen. Skywings Flight Training werd opgericht in 2016 en leidt aspirant-lijnpiloten op. De school opereert vanuit haar eigen hangar (Hangar 104B) die rechtstreekse toegang tot het platform van de luchthaven biedt. Piloten vliegen tijdens hun opleiding verschillende vliegvelden in België, Nederland, Frankrijk en Duitsland aan.

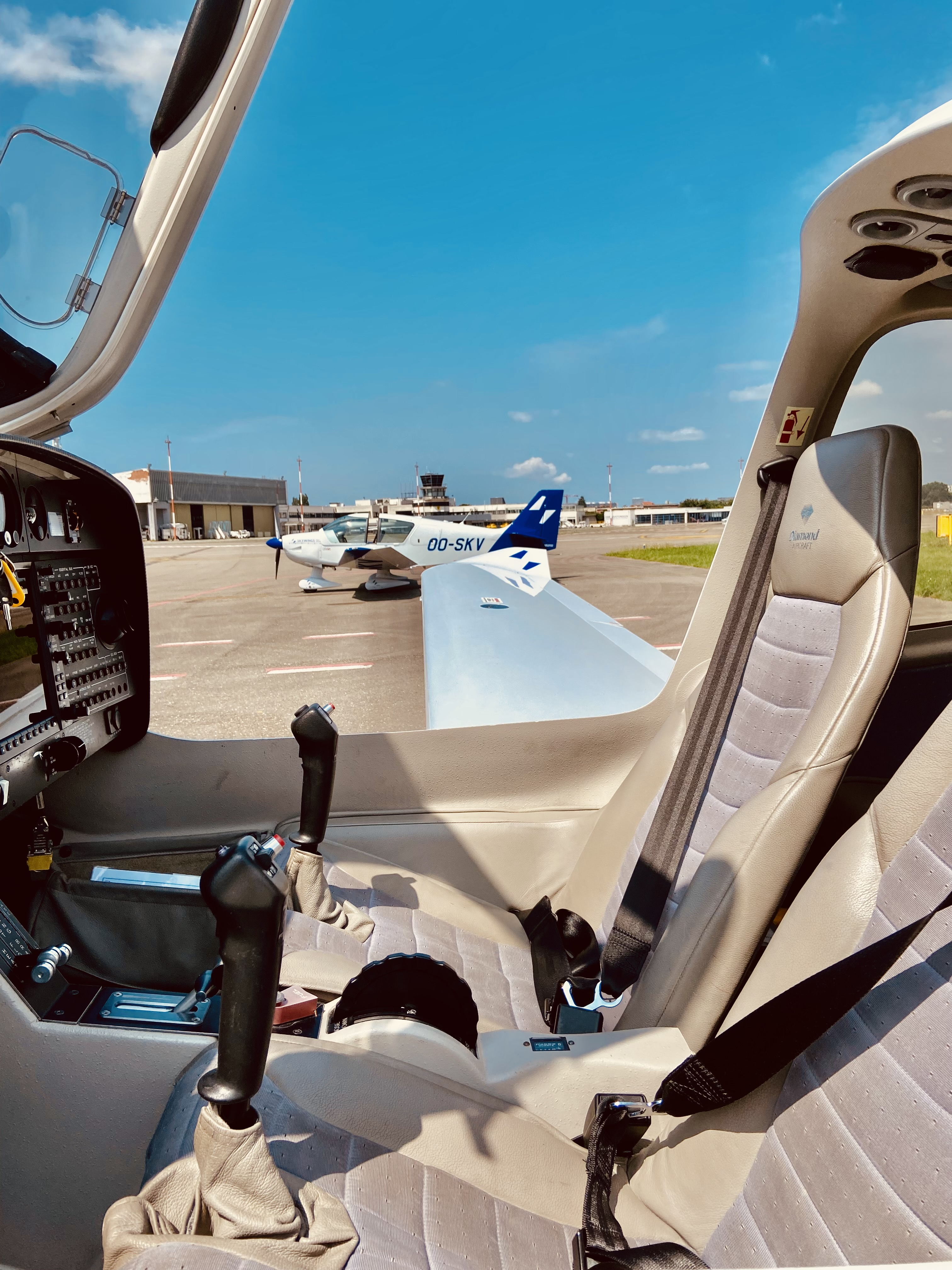
OO-SKV Robin DR401

## Vloot
De huidige vloot van Skywings Flight Training bestaat uit 5 vliegtuigen en 2 simulatoren, allemaal gebaseerd in hun vestiging in Antwerpen:
- 3 Diamond Da-40 D (OO-SKX, SKE, SKF)
- 4 Diamond Da-40 NG (OO-SKA, SKB, SKC, SKD)
- 1 Diamond DA42 Twinstar (OO-SKW)
- 1 Robin DR2160
- 1 FNPTII Simulator DA42
- 1 Statische Airbus A320 voor APS-MCC training

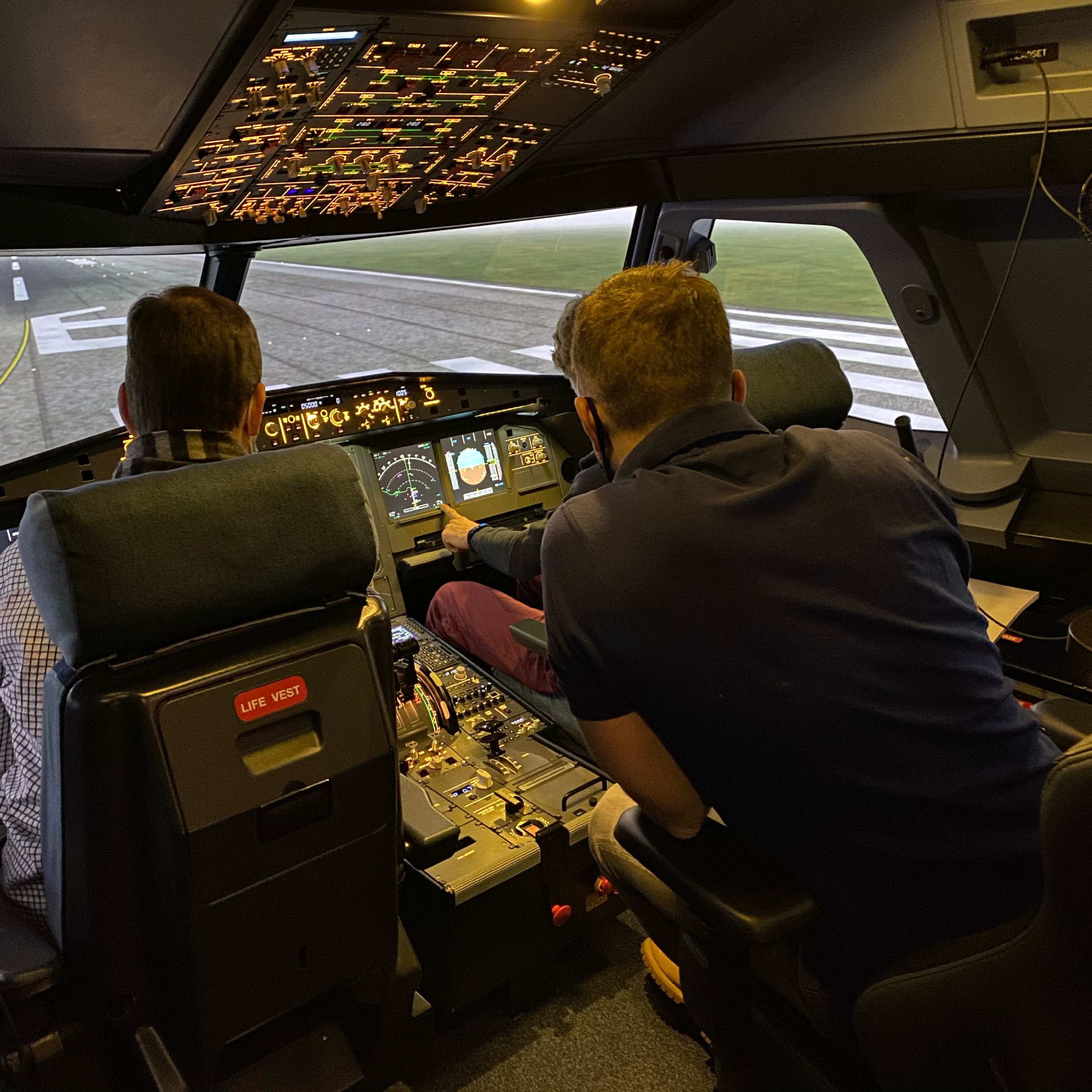
Airbus A320 simulator

De vloot wordt in de hangar van Skywings onderhouden in samenwerking met Gill Aviation, een onderhoudsbedrijf met hoofdvestiging op de Luchthaven van Kortrijk-Wevelgem.

## Historische vloot
Skywings Flight Training opereerde twee Cessna's in het verleden.

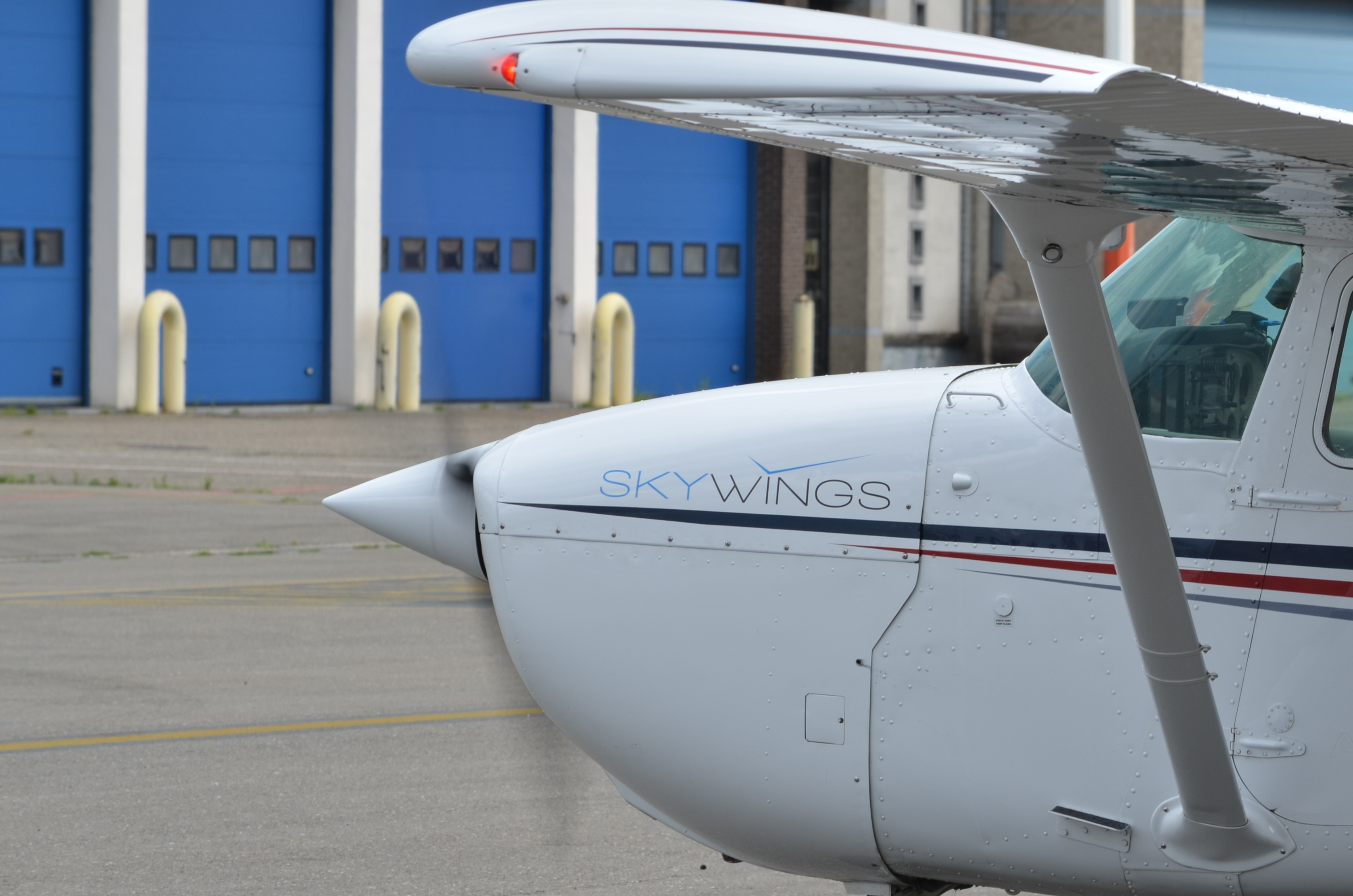
OO-CUD Cessna 172

- 1 Cessna 150 (OO-RSJ)
- 1 Cessna 172 (OO-CUD)

## Geschiedenis
Skywings Flight Training is opgericht in 2016 als opleidingscentrum voor vluchtexaminatoren. In de daaropvolgende jaren werd het aanbod uitgebreid met modulaire instrument-opleiding (IR), commerciële vergunningen (CPL) en vergunningen voor tweemotorige vliegtuigen (MEP). Sinds 2020 wordt de hele opleiding tot lijnpiloot, inclusief de Multi-Crew Course, aangeboden. De simulator van de Airbus A320 die in 2020 gecertifieerd werd doet hiervoor dienst.

## Pilotenselectie voor luchtvaartmaatschappijen
Sinds 2021 is Skywings Flight Training ook actief als partner van luchtvaartmaatschappijen voor het selecteren van hun piloten. De Airbus simulator wordt hiervoor gebruikt.